# Államháztartási reform

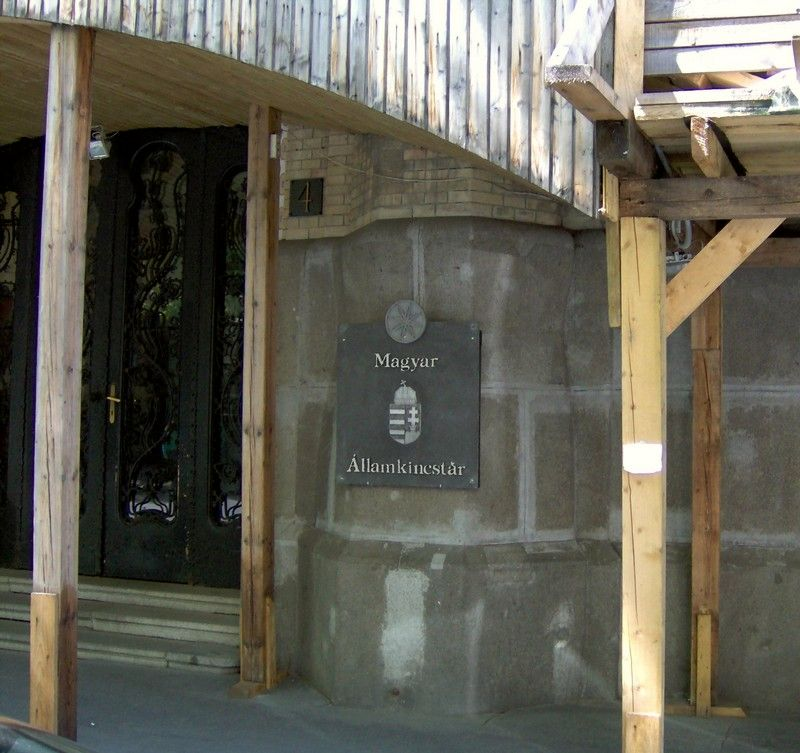
A Magyar Államkincstár épületének bejárata Budapesten, az omlásveszély miatt aládúcolva

Az államháztartási reform (vagy államreform) az állam nagy elosztó rendszereinek átalakítása a hatékonyabb, jobb minőségű szolgáltatások biztosítása céljából.
Egyes esetekben egyben az államháztartás hiánya, illetve az államadósság növekedésének fékentartását is reformok révén kívánják elérni. Ha a reformok bevezetése gazdaságpolitikai hibákat kompenzál, könnyen válhatnak a megszorítások szinonimájává és népszerűtlenné, vagy akár kivitelezhetetlenné, ahogy ez Magyarországon történt a Bokros-csomag és a második Gyurcsány-kormány idején. A radikális változtatások leginkább a szociális ellátásokat érintik, ezért széles tömegeket érzékenyen érinthetnek.
A kifejezés (angolul public finances reform vagy reform of public finances) évtizedek óta használatos, nem csak a közgazdaságtani szakirodalomban, hanem a közbeszédben is a piacgazdaságokban. Az Európai Unió országaiban az utolsó két-három évtizedben különösen a nyugdíjrendszerek és az egészségügyi ellátások reformjáról esik sok szó. Mivel az államháztartás reformja a gazdaságok alapstruktúráját érinti, hosszú távú, jelentős változásokat idézhet elő, és mindezek miatt súlyos sérelmet okozhat politikailag jelentékeny csoportok érdekeinek, az ilyen reformokról szóló viták gyakran elhúzódóak, illetve eredménytelenek.
A Nemzetközi Valutaalap (International Monetary Fund) a fejlődő országoknak általában strukturális kiigazítást (structural adjustment) ajánl, ami az adott gazdaság (államháztartási, illetve külső fizetési) egyensúlyának a helyreállítását jelenti. Ez nem keverendő össze az államháztartási reformmal, bár bizonyos lépései akár egybe is eshetnek reformintézkedésekkel.

## Magyarországon
Magyarországon az államháztartási reform kérdései a rendszerváltozás óta folyamatosan terítéken vannak. Gyakorlatilag ugyanennyi ideje hozzávetőleges közmegegyezés van arról, hogy az államháztartás valamennyi fontos területén alapvető változásokra van szükség: az állami adminisztrációban, az önkormányzati rendszerben, az egészségügyi rendszerben, a nyugdíjrendszerben és az oktatásban.
Komoly változás 1990 óta csak a nyugdíjrendszerben történt, 1997-ben a hárompillérű rendszer bevezetésével. Ezt a rendszert azonban már a kezdetektől kritikák érték, 2006-ra pedig szinte teljes körű az egyetértés, hogy az akkori formájában hosszú távon fenntarthatatlan és újabb jelentős átszabására volt szükség. E téren 2010-ben történt változás, az állami nyugdíjbiztosítás nagyobb szerepvállalásával és a magánnyugdíjpénztárak visszaszorításával.
Az államháztartási reformról folyó viták Magyarországon negatív jelentéstartalmat szőttek a fogalom köré, sokak gondolkodásában egyet jelent az adófizetőket és a vállalkozásokat hátrányosan érintő bizonytalan kimenetelű megszorításokkal. A 2006-os választásokon győztes szocialista-szabaddemokrata koalíció jelentős strukturális változásokról szóló ígéreteiben a viharvert államháztartási reform kifejezés helyett áttért az államreform szóösszetétel használatára.